# Spilosoma purpurea
Spilosoma purpurea là một loài bướm đêm thuộc phân họ Arctiinae, họ Erebidae.